# Pieve di Ledro
Pieve di Ledro é uma comuna italiana da região do Trentino-Alto Ádige, província de Trento, com cerca de 585 habitantes. Estende-se por uma área de 18 km², tendo uma densidade populacional de 33 hab/km². Faz fronteira com Concei, Riva del Garda, Bezzecca, Molina di Ledro.